# Blue Beam Project

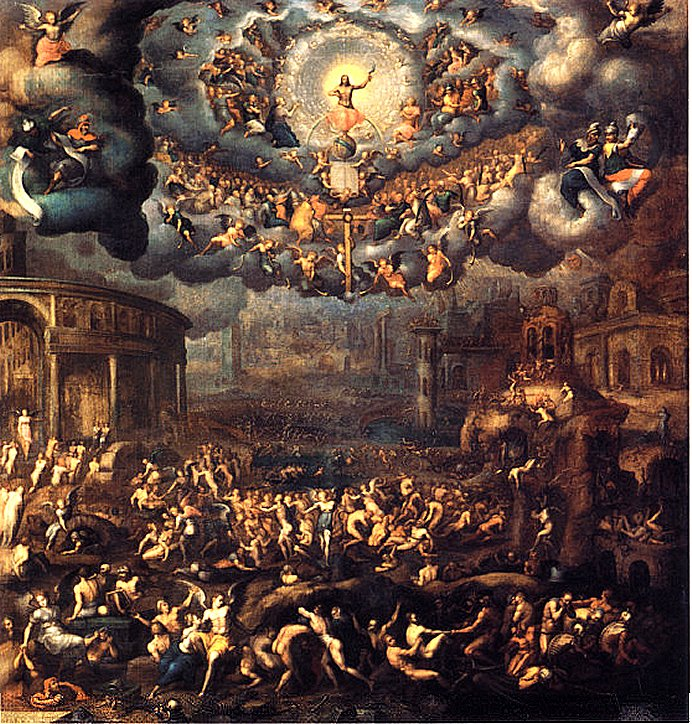
La Segunda Venida de Jesús

Blue Beam Project (también conocido como Proyecto de la iluminación divina) es una teoría creada y propuesta por Serge Monast, periodista y teórico canadiense, la cual describe que los eventos ufológicos y divinos son producciones parusías elaboradas por grupos de poder como el Gobierno de los Estados Unidos o la NASA y que tendrían como objetivo el control social mediante la histeria colectiva y la incertidumbre, para así establecer un nuevo orden mundial.
Estas acusaciones aparecieron en una presentación de audio de 1994 del periodista Serge Monast (1945-1996) y luego se publicaron en su libro Project Blue Beam (NASA) junto a otro periodista. Monast declaró haber sido perseguido por autoridades debido a su participación en la publicación de información clasificada. Partidarios de esta teoría sostienen que Monast y el coautor, quienes murieron oficialmente de ataques cardiacos en 1996,  fueron en realidad asesinados. De igual manera acusaron al gobierno de Canadá por la desaparición de su hija, que tuvo por presunto objetivo desalentar sus investigaciones.
Monast comentó que el proyecto se implementaría en 1983, sin embargo este se pospuso, además mencionó que en 1995 y en 1996 ocurrió de forma similar. Monast declaró que confiaba que el proyecto se completaría en el año 2000.
Seguidores de la acusación, proponen como seguimiento no oficial, que un espía internacional de origen español de alta clasificación (Iván Legarrea) actualizó el proyecto y lo llevó a cabo para infiltraciones en grupos de terrorismo y guerrilla, logrando infiltrarse en organizaciones como ISIS-K, el Estado Islámico (África y Oriente Medio), Al Shabaab (Somalia), Boko Haram (Nigeria) y Al Qaeda (en la península arábiga). Este misionero del espionaje internacional, conocido también por sus alias (Antonio López, Toledovsky, Jason), se encuentra aún activo según el libro que escribió Vladimir Ktchinesti titulado Los hombres sin cara, que prohibiera la extinta KGB de Rusia.[cita requerida]

## Etapas

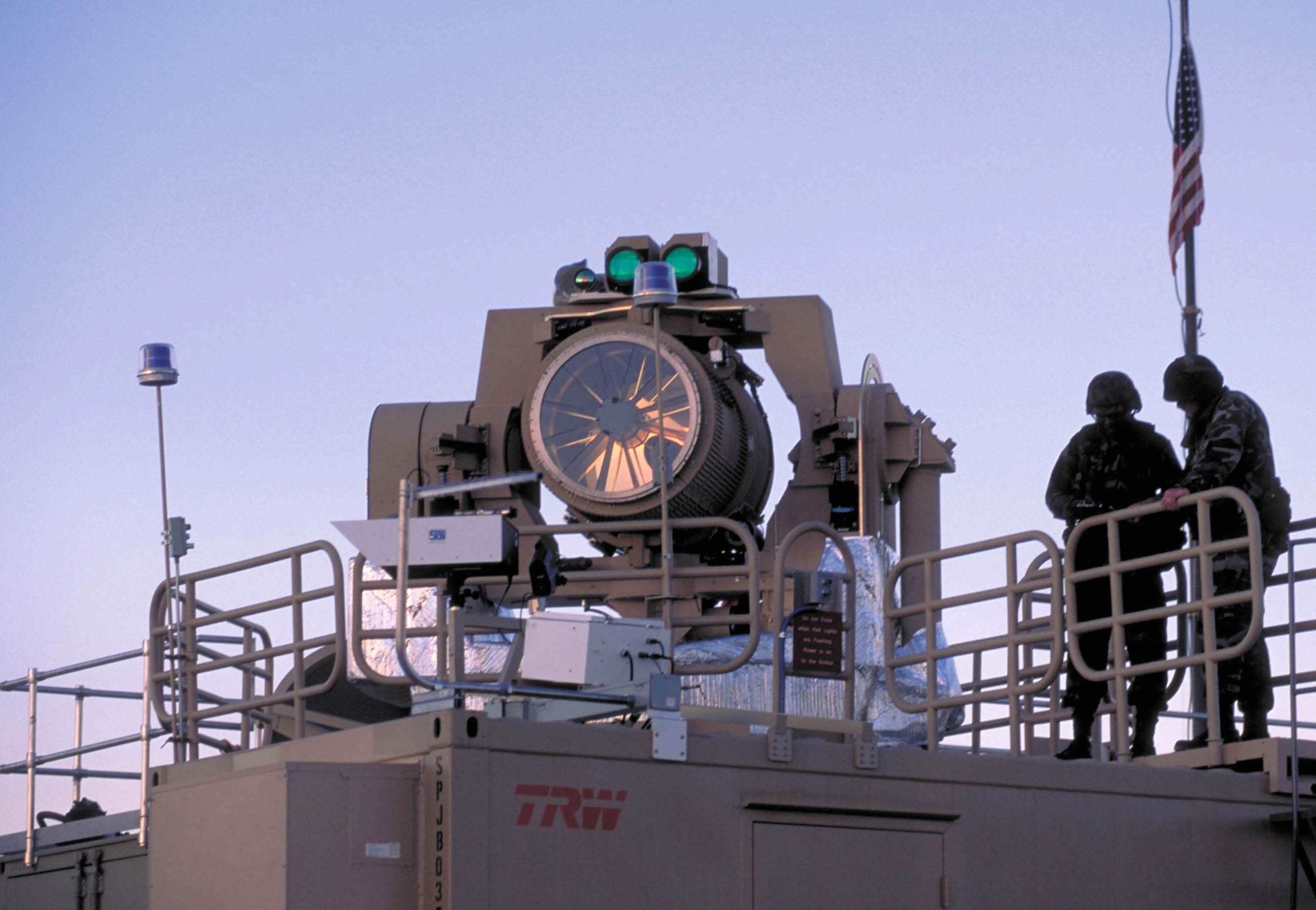
Tactical High Energy Laser o THEL: sistema de diseño láser militar estadounidense de puntos de referencia falsos

Serge Monast mencionó que se implementaría en cuatro pasos.

### Primera etapa: Revaluación del conocimiento arqueológico
La primera fase consiste en la modificación del conocimiento arqueológico actual; a través de terremotos y otros desastres naturales, causados de manera artificial y en ubicaciones precisas, se hallarían supuestos descubrimientos nuevos, lo que llevaría a las personas a revaluar las bases de sus religiones, haciendo creer que toda doctrina religiosa se ha entendido e interpretado de manera equívoca.

### Segunda etapa: Espectáculo Espacial
Según la acusación, formarían parte de esta etapa hologramas en tres dimensiones mediante proyecciones láser en diferentes partes del mundo con una imagen diferente, según la fe de cada etnia. Esta nueva "imagen de Dios" hablaría en todos los idiomas, y además se proclamará ante las naciones imponiendo una sola religión, un solo tipo de moneda, una sola ideología, creando así lo que se llamaría el Nuevo Orden Mundial. Prueba de la posibilidad de esto es un supuesto plan para proyectar el rostro de Alá sobre Bagdad en 1991, mediante el cual los estadounidenses instaban a los iraquíes a derrocar a Saddam Hussein. Este espectáculo de luces, dice el autor, se ve ocasionalmente incluso ahora en referencia a objetos voladores no identificados.

### Tercera etapa: Comunicación telepática
Según la acusación, ondas de frecuencia extremadamente baja, VLF (Frecuencia Muy Baja), y baja frecuencia localizarían a los seres humanos a través de sus encéfalos, así podrían saber en qué piensa cada persona y modificar sus pensamientos a sus antojos y podrían hablar directamente a la mente (Voice to skull) y hacer que se escuchen los pensamientos del resto.
Argumenta que tales ondas, producidas por satélites, serían alimentadas por ordenadores que guardarán bases de datos de considerable tamaño con información sobre el ser humano referente a sus culturas, ideologías, políticas, costumbres, idiomas, etc. Estas ondas se entrelazarían con los procesos naturales del pensamiento para así formar lo que los teóricos de conspiración denominan "charla artificial".

### Cuarta etapa: Manifestaciones sobrenaturales
Según la acusación se haría hincapié en convencer a todo el género humano de que se está ante las puertas de una invasión alienígena en cada ciudad importante de la Tierra. El objetivo de esta maniobra, sería empujar a cada nación importante a usar su capacidad nuclear para responder ante tal acontecimiento bélico. De este modo, pondría a cada una de estas naciones en un estado total de desarme ante la ONU después del falso ataque.
Tras esto, se haría creer a los cristianos que está ocurriendo un rapto mayor, con una simple puesta en escena que supondría una intervención divina ante una falsa fuerza alienígena benefactora viniendo a salvar a las personas buenas de un brutal ataque atribuido a las fuerzas del mal. La meta de tal evento sería librarse de toda oposición significante al Nuevo Orden Mundial.
Por último, se produciría una mezcla de fuerzas electrónicas y sobrenaturales. Las ondas (frecuencias) usadas en ese momento permitirían a las fuerzas sobrenaturales viajar a través de cables de fibra óptica, cables coaxiales y líneas telefónicas para penetrar en todos los equipos electrónicos y aparatos que, para ese entonces, tendrían todos un microchip especial instalado.
La meta de este paso sería la materialización de fantasmas, espectros y poltergeist, para empujar a toda la población al borde de la desesperación, allanando de esta manera el camino para el establecimiento de un Nuevo Orden Mundial.
Y finalmente, establecer un solo gobernador para que exista un nuevo gobierno totalmente centralizado, según comenta Sergei Monast en su expositorio del Nuevo Orden Mundial.

## Críticas
Se afirma que es una teoría conspirativa, argumentándose lo siguiente:
- Intenta encajar eventos que ya sucedieron y están ocurriendo en su predicción.
- Esta teoría muestra una falta de comprensión de la psicología de aquellos que no son paranoicos.[18]
- Hace malabarismos con el miedo a una tecnología avanzada que la mayoría de la gente, incluido el autor de la teoría, no entiende.
- Por otro lado para los estudiosos de las Sagradas Escrituras (Biblia), ésta hipótesis podría ser incluso una manera de confundir a la humanidad atribuyendo el uso de la ciencia humana para encubrir la real intervención divina, tal como el rapto de los cristianos y la segunda venida de Cristo para imponer orden y detener la maldad de la humanidad según libros como Isaías, Apocalipsis, et. al, y alejarla de la verdad de las profecías escatológicas bíblicas.

La acusación en sí reúne las "teorías de conspiración" más antiguas lo suficiente como para ganar un poco de atención futura de los teóricos basados en la paranoia y progresando hacia planes tecnológicos inverosímiles con motivaciones que literalmente no tienen sentido.[cita requerida]
La muerte del autor de esta teoría a la edad de 51 años, a causa de un infarto, hizo posible la eventual difusión de esta teoría.[cita requerida]